# Dinera cinerea
Dinera cinerea är en tvåvingeart som beskrevs av Macquart 1835. Dinera cinerea ingår i släktet Dinera och familjen parasitflugor.
Artens utbredningsområde är Frankrike. Inga underarter finns listade i Catalogue of Life.